# Palla eh!
Palla eh! (auch Palla 21 = „Ball 21“ genannt) ist ein in der südlichen Toskana verbreitetes Mannschafts-Ballspiel. Es geht auf antike Wurzeln zurück, ähnelt dem französischen Jeu de Paume und wird deshalb von manchen Spielern als Vorläufer des Tennis angesehen, mit dem es das Zählsystem gemeinsam hat und einige andere Parallelen aufweist. Andere Züge hat es mit dem Faustball gemeinsam.
Seinen Namen trägt es von dem regelmäßigen lautstarken Ausruf der Spieler beim Schlag (Eh!).

## Geschichte

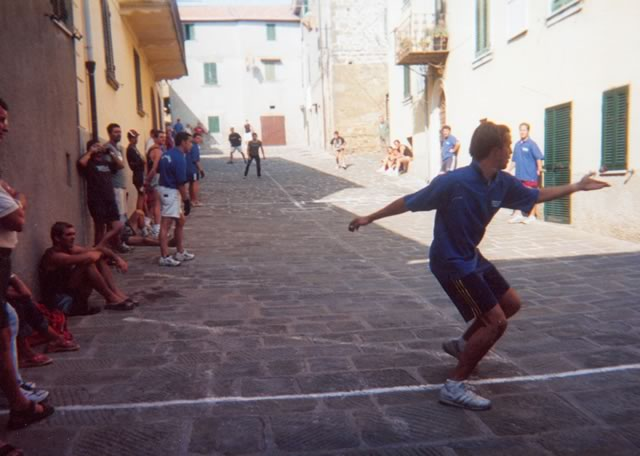
Spielszene aus Vetulonia (2001)

Um 1300 ist das Spiel in Ciciano, einem Ortsteil (frazione) der Gemeinde Chiusdino (Provinz Siena), erstmals belegt. Die Einheimischen waren lange davon überzeugt, Urheber dieses Spiels zu sein, bis sich herausstellte, dass es schon in der Antike mutmaßliche Vorläufer gab (Follis, Pila Trigonalis, Pila Paganica, Harpastum), deren exakte Regeln indes nicht mehr nachvollziehbar sind, und dass Varianten des Spiels, für die gleiche Wurzeln angenommen werden, heute auch in anderen europäischen Ländern vorkommen (Frankreich, Niederlande, Belgien, Spanien, Schweden, Dänemark). Bekannt ist, dass der italienische Maler Michelangelo Merisi da Caravaggio am 28. Mai 1606 in Rom seinen Gegner Ranuccio Tomassoni nach einer Partie Pallacorda im Streit mit dem Schwert erschlug, woraufhin er die Stadt fluchtartig verlassen musste.
Eine Entwicklungslinie des Spiels führt mutmaßlich zum Jeu de Paume und zum Tennis, eine andere zum Faustball.
Palla eh! im engeren Sinne, d. h. nach den Regeln von Ciciano, wird hingegen außer am Ursprungsort nur an wenigen Orten der Toskana in den Provinzen Siena und Grosseto gespielt:

## Heute noch aktiv
Heute nehmen am Turnier noch sechs Orte teil. Dabei findet in jedem Ort ein Turnier statt.
- Ciciano, Gemeinde Chiusdino
- Piloni, Gemeinde Roccastrada
- Scalvaia, Gemeinde Monticiano
- Tirli, Gemeinde Castiglione della Pescaia
- Torniella, Gemeinde Roccastrada
- Vetulonia, Gemeinde Castiglione della Pescaia

## Bis ins 20. Jahrhundert aktiv
- Caldana, Gemeinde Gavorrano
- Castiglione della Pescaia
- Roccatederighi, Gemeinde Roccastrada
- Sassofortino, Gemeinde Roccastrada

## Das Spiel heute
Es handelt sich um ein Spiel, in dem zwei Mannschaften à 3–5 Spielern gegeneinander antreten. Es findet auf offener Straße statt, wobei das Spielfeld (in der Regel eine verkehrsberuhigte abschüssige Gasse in einem borgo) vorab markiert wird. Die Spieler verteilen sich beliebig auf dem Spielfeld.
Ziel ist es, den Ball (Bleikern mit Lederüberzug, ca. 35–40 g schwer) von einem Ende des markierten Feldes ans andere zu befördern. Dabei muss er abwechselnd von je einem Spieler der einen und der anderen Mannschaft mit der flachen Hand zugespielt werden; zwischen diesen Zuspielen darf er einmal auf dem Boden aufkommen. Passiert ein Fehler, gibt es Punkte für die Gegenmannschaft und darf diese neu aufschlagen.
Dabei wird gezählt wie beim Tennis: 15-30-40-Vorteil-Spielgewinn-Satzgewinn. Manchmal wird auch 7-14-21 gezählt (daher: Palla 21). Ein Satz besteht aus drei Spielen; hat eine Mannschaft bereits 2 Spiele gewonnen, ist der Satz also entschieden. Gespielt werden für ein Match drei Sätze, sind die ersten beiden von derselben Mannschaft gewonnen, ist es entschieden.
Nach jedem Spiel wird die Richtung gewechselt (abwechselnd wird die Gasse also bergauf und bergab gespielt). 
Fehler (fallo = Punkte an die Gegenseite + neuer Aufschlag)  gibt es bei folgenden Vorgängen: 
- Der Ball kommt zweimal auf der Erde auf.
- Der Ball wird zweimal hintereinander von einem Spieler derselben Mannschaft gespielt.
- Schlag ins Aus.
- Berührung des Balls mit anderen Körperpartien als mit der flachen Handfläche oder mit beiden Händen, selbst wenn dies unbeabsichtigt passiert.
- Fehlerhafter Aufschlag.

Der Aufschlag (il mando) kann vom unteren Spielfeldende oder von der Seite geschehen, nur ganz zum Schluss eines Spiels unter Umständen auch einmal vom oberen Spielfeldende. Dabei wird der Ball vom Einwerfenden in die Luft geschlagen und mit der flachen Hand ins Spielfeld gepritscht. Er darf nur innerhalb des Spielfeldes einmal auf dem Boden aufkommen. Der Einwerfer darf erst nach dem Aufschlag ins Spielfeld zurücklaufen.